# Cantó de Sainte-Menehould
El cantó de Sainte-Menehould és un cantó francès del departament del Marne, situat al districte de Sainte-Menehould. Té 17 municipis i el cap és Sainte-Menehould.

## Municipis
- Argers
- Braux-Sainte-Cohière
- Braux-Saint-Remy
- La Chapelle-Felcourt
- Châtrices
- Chaudefontaine
- Courtémont
- La Croix-en-Champagne
- Dommartin-Dampierre
- Dommartin-sous-Hans
- Élise-Daucourt
- Florent-en-Argonne
- Gizaucourt
- Hans
- Laval-sur-Tourbe
- Maffrécourt
- Moiremont
- La Neuville-au-Pont
- Passavant-en-Argonne
- Sainte-Menehould
- Saint-Jean-sur-Tourbe
- Somme-Bionne
- Somme-Tourbe
- Valmy
- Verrières
- Villers-en-Argonne
- Voilemont

## Història
| Data d'elecció                           | Identitat         | Partit                     | Qualitat |
| ---------------------------------------- | ----------------- | -------------------------- | -------- |
| 1945-1955                                | André Noizet      | RPF, després Divers droite |          |
| 1955-19..                                | Henri Steffen     | SFIO                       |          |
| 19..-1977                                | Robert Lancelot   | Divers droite              |          |
| 1977-1985                                | Robert Gautier    | PS                         |          |
| 1985-2004                                | Michel Lecourtier | RPR                        |          |
| 2004-2011                                | Bertrand Courot   | Divers droite              |          |
| 2011-                                    | Olivier Aimont    | Sense etiqueta             |          |
| les dades anteriors no són pas conegudes |                   |                            |          |
|                                          |                   |                            |          |

## Demografia
| A partir de 1990: Població sense dobles comptes |